# Maximilian Hacman

Maximilian Hacman

Maximilian Hacman ( n. 13/25 august 1877, Oprișeni, din Cernăuți, Ducatul Bucovina, Austro-Ungaria – d. 11 octombrie 1961, Turda, Cluj, România) a fost un jurist român.

## Biografie
Maximilian Hacman s-a născut la data de 13/25 august 1877, în satul Oprișeni din districtul austro-ungar Cernăuți al Ducatului Bucovina (astăzi raionul ucrainean Adâncata), în apropiere de orașul Siret. Era nepotul lui Eugenie Hacman. A urmat cursurile Facultății de Drept din Cernăuți, urmând cursuri de specializare la Universitățile din Berlin și Zürich (1909-1910). În anul 1904 a obținut titlul academic de doctor în drept.
Începând din anul 1919, Maximilian Hacman a predat ca profesor la Facultatea de Drept a Universității Cernăuți, îndeplinind și funcțiile de decan (1919-1921) și rector al Universității bucovinene (1921-1922). În anul 1920, el a pus bazele Academiei de Studii Comerciale din Cernăuți. A contribuit la apariția publicației Glasul Bucovinei și la actul Unirii Bucovinei cu România. A avut preocupări de Drept internațional public și privat, Drept comercial și cambial. A colaborat la: Revista de drept public, Pandectele Române, Revista Societăților și dreptului comercial. A îndeplinit funcția de președinte al Societății pentru Cultura și Literatura Română în Bucovina.
Maximilian Hacman a încetat din viață la data de 11 octombrie 1961, în orașul Turda. În prezent, în satul natal, funcționează un muzeu de istorie și etnografie care-i poartă numele, având piese arheologice, din toate perioadele istorice ale Bucovinei.

## Lucrări publicate
- Reforma studiului de drept (Cernăuți, 1921)
- Tratat elementar de drept cambial. Manual (1921; ediție revăzută, 1925)
- Dreptul internațional public și privat (1924)
- Dreptul comercial comparat. Vol. I-II (București, 1930-1932)
- Tratat de drept internațional public și privat (1935) ș.a.